# Didi Manara Linga
Pour les articles homonymes, voir Manara et Linga.

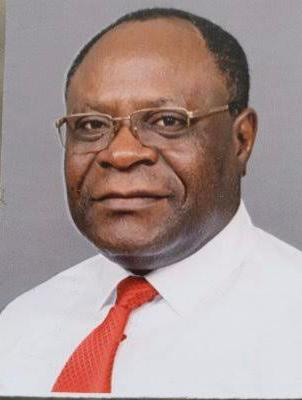

Didi Manara Linga est un docteur et homme politique congolais de la république démocratique du Congo. Il a été le gouverneur de la province du Maniema de mars 2007 jusqu’à ce qu’il démissionne.
Il est actuellement deuxième vice-président de la Commission électorale nationale indépendante.